# Кобланское
Кобланское (каз. Қобылан) — упразднённое село в Камыстинском районе Костанайской области Казахстана. Входило в состав Алтынсаринского сельского округа. Ликвидировано в 2000-е годы.

## Население
В 1999 году население села составляло 91 человек (50 мужчин и 41 женщин).